# Must Be Santa
Must be Santa ("Dev'essere Babbo Natale") è un'allegra canzone natalizia del 1960, scritta da Hal Moore e Bill Fredericks.

Le prime versioni furono quelle di Mitch Miller and the Gang e quelle di Alma Cogan e Tommy Steel, tutte del 1960.
Il brano è stato inciso poi da numerosi altri cantanti, tra cui i Brave Combo e Bob Dylan.

## Testo
Il testo è di carattere "laico" e descrive tutte le principali caratteristiche di Babbo Natale. 

Ci si interroga infatti su chi sia un personaggio descritto come un anziano signore con una lunga barba bianca e un naso color ciliegia, che porta un abito rosso, un cappello e degli stivali, grida "Ho! Ho! Ho!" e fa la propria comparsa in una notte particolare su una slitta trainata da otto renne (di cui si citano anche i nomi). E la risposta è "Dev'essere Babbo Natale!".

## La versione originale di Mitch Miller and the Gang
Mitch Miller insieme alla sua band incise per due anni consecutivi, nel 1960 e nel 1961, il brano in 45 giri pubblicato dalla Columbia Records e lo incluse poi nell'album natalizio del 1961  Holiday Sing-Along With Mitch .

### Tracce (Versione del 1960)
1. Must Be Santa
2. Christmas Spirit

### Tracce (Versione del 1961)
1. Must Be Santa
2. Be a Santa

## Varie versioni discografiche
Oltre che da Mitch Miller and the Gang e da Alma Cogan e Tommy Steele, la canzone è stata incisa, tra gli altri, anche da:
- David Bellochio
- Glen Burtnik (1995)
- Countdown Singers
- Bob Dylan (nell'album  Christmas in the Heart  del 2009 e nella compilation  Men of Christmas  del 2010)
- Brave Combo (1995)
- Holly Players Orchestra
- Lorne Green (1966)
- Peter Price
- Raffi
- Joan Regan
- The Singing Kettle
- Ken Whitelev

### La versione di Bob Dylan (2009)
Nel 2009, Bob Dylan registrò la sua versione, ispirata a quella dei Brave Combo, sia in CD singolo (con al "Lato B" il brano 'Twas the Night Before Christmas, basato sulla celebre poesia A Visit from St. Nicholas) che nel suo album natalizio Christmas in the Heart.

#### Tracce del singolo
1. Must Be Santa
2. 'Twas the Night Before Christmas